# 기다리다 미쳐
《기다리다 미쳐》는 2008년 1월 1일에 개봉한 대한민국의 영화이다.

## 캐스팅
- 손태영 : 김효정 역
- 장근석 : 박원재 역
- 장희진 : 남보람 역
- 데니 안 : 서민철 역
- 유인영 : 강진아 역
- 김산호 : 정은석 역
- 한여름 : 조비앙 역
- 우승민 : 허욱 역
- 서민우 : 호신 역
- 정민성 : 현준 역
- 이영진 : 한나 역
- 권진영 : 경숙 역
- 김준원 : 우성 역
- 홍여진 : 원재 모 역
- 장남열 : 호신 부 역
- 홍지민 : 싸이클 아줌마 역
- 최수빈 : 비앙 단짝 역
- 한경록 : 전자기타 오디션남 역
- 최재환 : 강춘명 역
- 이동진 : 허리 환자 역
- 이원재 : 군수계 역
- 조경훈 : 원재 친구 역
- 진태현 : 재현 역 (특별출연)
- 이기우 : 기성 역 (우정출연)
- 정부금 : 호신 모 역 (특별출연)
- 노우진 : 국사 선생 역 (특별출연)
- 이상운 : 편의점 주인 역 (특별출연)
- 오미연 : 효정 모 역 (특별출연)